# 생림초등학교
생림초등학교는 대한민국 경상남도 김해시 생림면 봉림리에 있는 공립 초등학교이다.

## 연혁
- 1923년 12월 1일 생림공립보통학교 개교(설립인가 5월 14일)
- 1938년 4월 1일 생림공립심상소학교로 개칭[1]
- 1941년 4월 1일 생림공립국민학교로 개칭[2]
- 1984년 9월 17일 병설유치원 설립인가
- 1996년 3월 1일 생림초등학교로 교명 변경[3]
- 2022년 1월 6일 제98회 졸업식(누계 4097명)
- 2022년 9월 1일 제45대 김선희 교장 취임

## 상징
- 교화 - 개나리 : 몹시 추운 겨울을 이겨내고 이른 봄 잎이 나기도 전에 예쁜 노란 꽃이 피어 새 봄의 희망과 기쁨을 안겨준다. 조촐한 모습! 앞서가는 기상! 참을성! 낱꽃이 무리를 이루는 어울림! 이 모든 미덕을 생림 학생은 본 받는다.
- 교목 - 느티나무 : 지름4m, 높이 50m까지 자랄 수 있는 큰 나무로 우리 운동장가의 느티나무는 본교의 오랜 역사와 더불어 커 왔으며 지금도 우리를 정답게 지켜보고 있다. 우람한 모습, 오랜 삶, 끈기와 늠름한 기상은 우리 것이다.

## 참고 자료
- 생림초등학교 - 한국교육학술정보원 학교알리미